# Philip Showalter Hench
Philip Showalter Hench (Pittsburgh, Pensilvania, Estados Unidos, 28 de febrero de 1896 - Ocho ríos, Jamaica, 30 de marzo de 1965). Realizó los estudios de Medicina y doctorado en Pensilvania. En 1921 ingresó en la Clínica Mayo, en la que permaneció toda su vida profesional, en la sección de enfermedades reumáticas.

## Biografía
Obtuvo el Premio Nobel de Fisiología o Medicina en 1950, que compartió con Edward Calvin Kendall y Tadeus Reichstein.
Sus trabajos versaron sobre el empleo clínico de la cortisona en pacientes reumáticos.
| Predecesor: Walter Rudolf Hess Antonio Caetano De Abreu Freire Egas Moniz | Premio Nobel de Fisiología o Medicina 1950 | Sucesor: Max Theiler |

- Datos: Q235651
- Multimedia: Philip Showalter Hench / Q235651